# 莱茵河上游霍恩滕根
莱茵河上游霍恩滕根是德国巴登-符腾堡州的一个市镇。总面积27.55平方公里，总人口3666人，其中男性1849人，女性1817人（2011年12月31日），人口密度133人/平方公里。